# Deserto de Tanami

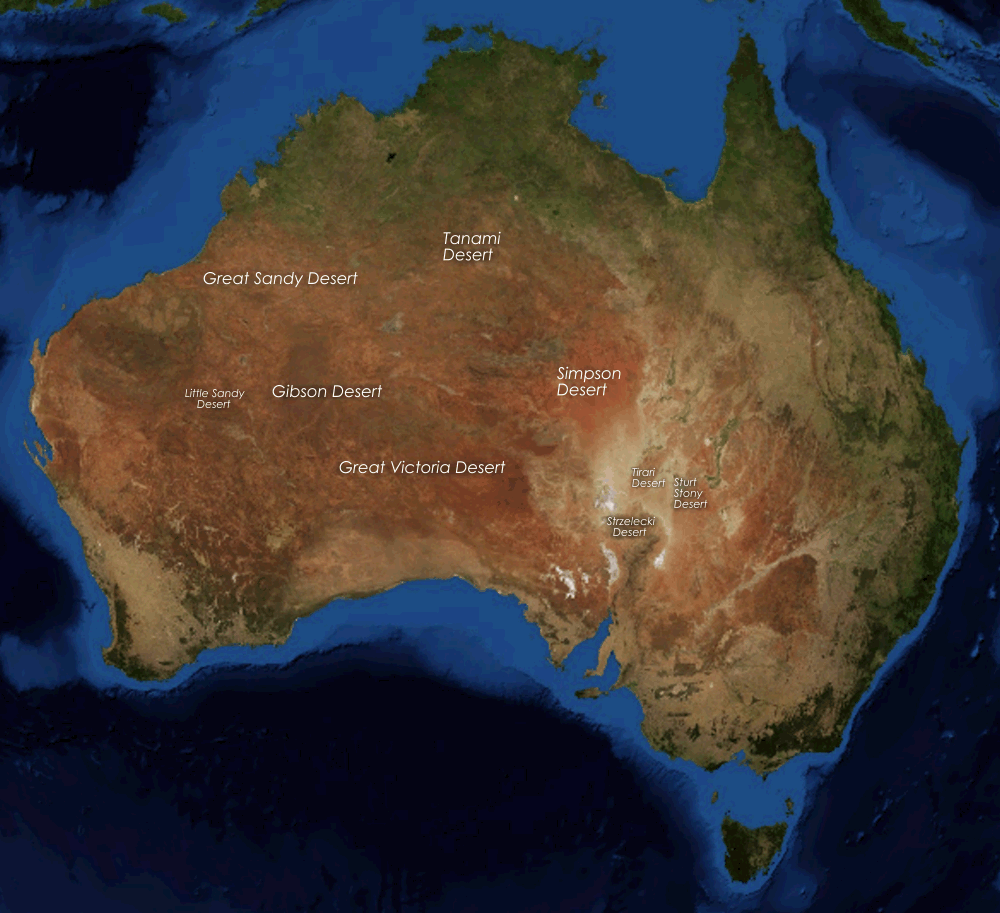
Localização dos desertos na Austrália

O Deserto de Tanami é um deserto localizado na porção norte da Austrália, no Território do Norte. Possui um terreno rochoso com pequnas colinas. O deserto é descrito como um dos lugares mais inóspitos  áridos da Terra, sendo considerado por alguns como descrições infindáveis. O Deserto de Tanami foi a froteira final do Território do Norte e não tinha sido explorado até o século XX. É cortado pela Rodovia Tanami (Tanami Road).

## Recursos Biológicos
De acorco com comissões governamentais, o Deserto de Tanami é unicamente uma das mais importantes áreas biológicas encontradas na Austrália, particularmente porque dá refúgio a espécies raras e ameaçadas de extinção.
As espécies que são encontradas no deserto incluem:
- Pseudomys nanus
- Pseudomys delicatulus
- Long-tailed Planigale

Aves encontradas:
- Grey Falcon (Falco hypoleucos)
- Australian Painted Snipe (Rostratula australis)
- Freckled duck (Stictonetta naevosa)

## Grupos Indígenas Locais
O Deserto abriga as tribos Kukatja e Walpiri. A tribo Tjurabalan vive na fronteira do deserto.